# Artefakt (antropologia)
W antropologii i socjologii kultury artefakt oznacza przejaw funkcjonowania danej kultury. Wyróżnić można:
- artefakty językowe (wszelkie obyczaje językowe, np. zwracanie się do siebie per "Pan/i", dodawanie po wypowiedzi "mocium panie" itd.),
- artefakty behawioralne (wszelkie zachowania, np. uchylanie kapelusza, kiwanie głową, itp.),
- artefakty fizyczne (wszelkie przedmioty, np. fotele, chatki, itp.).

Dla antropologa kultury i socjologa szczególnie ciekawe będą artefakty o znaczeniu symbolicznym. Na przykład skórzany fotel prezesa, oprócz pełnienia pewnej konkretnej funkcji użytkowej, może być także interpretowany jako symbol władzy, odosobnienia, a nawet okrucieństwa. Przepuszczanie kobiet w drzwiach (typowy artefakt behawioralny) można rozumieć zarówno jako gest szacunku ("kto pierwszy, ten lepszy"; "ja zadaję sobie trud otworzenia drzwi, żebyś ty przeszła przez nie bez konieczności naciskania na klamkę"), jak i stygmatyzujący (podkreślający inność); może wyrażać obawę przed nieznanym za progiem ("lepiej niech ktoś inny pójdzie pierwszy"), prawo mężczyzny do oglądania kobiety ze wszystkich stron itp. itd.. Analiza kulturowa często rozpoczyna się od tworzenia niezliczonej ilości nawet najbardziej zaskakujących interpretacji, by otworzyć pole wyobraźni i zrozumieniu specyfiki obcych zachowań.
Bez dogłębnej analizy danej kultury nie można uniknąć wielości interpretacji danego artefaktu symbolicznego, ma on bowiem korzenie bezpośrednio w normach, wartościach i fundamentalnych założeniach danej kultury.